# Plain Rap
Plain Rap è il terzo album del gruppo hip hop statunitense The Pharcyde, pubblicato il 7 novembre 2000. Distribuito dalla Edeltone Records, l'album segna il ritorno alle produzioni del gruppo da parte di J-Swift.
L'album ottiene recensioni miste: per AllMusic Plain Rap è da quattro stelle su cinque, Metacritic raccoglie sei recensioni e un punteggio medio di 65/100, RapReviews apprezza le basi, ma giudica di scarso livello il testo, dando comunque un voto medio di 6,5/10 all'album, mentre il critico Robert Christgau salva solamente il singolo Trust da un album pessimo.
Plain Rap riesce a entrare sia nella Billboard 200 sia nella Top R&B/Hip-Hop Albums, arrivando anche al nono posto tra gli album indipendenti. Il singolo Trust raggiunge la quindicesima posizione nella Hot Rap Songs.
Dopo l'uscita di Fatlip dal gruppo, in seguito alla pubblicazione dell'album se ne va anche SlimKid3 (Tre Hardson) per tentare la carriera solista, lasciando i Pharcyde in due: restano solamente Bootie Brown e Imani.
| Recensione       | Giudizio |
| ---------------- | -------- |
| AllMusic         | [ 1 ]    |
| RapReviews       | [ 3 ]    |
| Robert Christgau | taglio   |

## Tracce
1. Trust – 4:41 (testo: Tre Hardson – musica: Bootie Brown, SlimKid3 co-produttore)
2. Network (featuring Black Thought) – 5:06 (testo: Hardson, Tariq Trotter – musica: J-Swift)
3. L.A. – 3:21 (testo: Hardson – musica: Diamond D, Bootie Brown co-produttore)
4. Somethin' – 4:50 (testo: Hardson – musica: SlimKid3)
5. Misery – 5:08 (testo: Hardson – musica: SlimKid3)
6. Blaze – 3:29 (testo: Emandu Wilcox, Greg Campbell, Romye Robinson, Sizwe Andrews, Trevant Murry – musica: J-Swift)
7. Rush – 3:11 (testo: Hardson – musica: Bootie Brown)
8. Sock Skit – 1:16
9. Guestlist – 3:48 (testo: Hardson – musica: Bootie Brown)
10. Evolution – 3:57 (testo: Hardson – musica: Bootie Brown, SlimKid3 co-produttore)
11. Frontline – 5:04 (testo: Hardson – musica: Showbiz)
12. World – 0:41 (testo: Hardson, Wilcox – musica: SlimKid3, Bedie co-produttore)

## Classifiche
| Classifica (2001)         | Posizione massima |
| ------------------------- | ----------------- |
| Stati Uniti               | 157               |
| US Top R&B/Hip-Hop Albums | 67                |
| US Independent Albums     | 9                 |